# Grammy Award for Best Pop Solo Performance
Der Grammy Award for Best Pop Solo Performance, auf Deutsch „Grammy-Auszeichnung für die beste Pop-Solodarbietung“, ist ein Musikpreis, der seit 2012 bei den jährlich stattfindenden Grammy Awards verliehen wird. Der Preis geht an Künstler für Solodarbietungen, eingeschlossen Gesangsdarbietungen oder Instrumentaldarbietungen aus den Popmusikbereich vergeben. Dabei ist der Preis auf einzelne Tracks oder Singles begrenzt.
Zum Grammy Award for Best Pop Solo Performance wurden die bis 2011 verliehenen Grammys für Best Female Pop Vocal Performance, Best Male Pop Vocal Performance und Best Pop Instrumental Performance zusammengelegt, da die NARAS die Anzahl der Kategorien deutlich reduzieren und die Trennung nach Geschlecht sowie teilweise die Trennung von Gesangs- und Instrumentaldarbietungen in den Kategorien abschaffen wollte.
Vier Interpretinnen wurden bisher drei Mal nominiert. Die britische Sängerin Adele konnte als Einzige alle drei Preise gewinnen, Lady Gaga wurde ein Mal ausgezeichnet, Katy Perry und Kelly Clarkson blieben ohne Grammy.

## Gewinner und nominierte Künstler
| Jahr                  | Künstler / Band   | Nationalität           | Werk                                      | Weitere nominierte Künstler | Bilder der Künstler     |
| --------------------- | ----------------- | ---------------------- | ----------------------------------------- | --- | ----------------------- |
| 2012 12. Februar 2012 | Adele             | Vereinigtes Königreich | Someone like You                          | - Lady Gaga – Yoü and I - Bruno Mars – Grenade - Katy Perry – Firework - P!nk – Fuckin’ Perfect                                                  | Adele, 2009             |
| 2013 10. Februar 2013 | Adele             | Vereinigtes Königreich | Set Fire to the Rain (Live)               | - Kelly Clarkson – Stronger (What Doesn't Kill You) - Carly Rae Jepsen – Call Me Maybe - Katy Perry – Wide Awake - Rihanna – Where Have You Been | Adele, 2009             |
| 2014 26. Januar 2014  | Lorde             | Neuseeland             | Royals                                    | - Sara Bareilles – Brave - Bruno Mars – When I Was Your Man - Katy Perry – Roar - Justin Timberlake – Mirrors                                    | Lorde, 2013             |
| 2015 8. Februar 2015  | Pharrell Williams | Vereinigte Staaten     | Happy (Live)                              | - Beck – Morning Phase - Sia – Chandalier - Sam Smith – Stay with Me (Darkchild Version) - Taylor Swift – Shake It Off                           | Pharrell Williams, 2010 |
| 2016 15. Februar 2016 | Ed Sheeran        | Vereinigtes Königreich | Thinking Out Loud                         | - Kelly Clarkson – Heartbeat Song - Ellie Goulding – Love Me like You Do - Taylor Swift – Blank Space - The Weeknd – Can’t Feel My Face          | Ed Sheeran (2013)       |
| 2017 12. Februar 2017 | Adele             | Vereinigtes Königreich | Hello                                     | - Beyoncé – Hold Up - Justin Bieber – Love Yourself - Kelly Clarkson – Piece by Piece (Idol Version) - Ariana Grande – Dangerous Woman           | Adele (2016)            |
| 2018 28. Januar 2018  | Ed Sheeran        | Vereinigtes Königreich | Shape of You                              | - Kelly Clarkson – Love So Soft - Kesha – Praying - Lady Gaga – Million Reasons - Pink – What About Us?                                          | Adele (2014)            |
| 2019 10. Februar 2019 | Lady Gaga         | Vereinigte Staaten     | Joanne (Where Do You Think You’re Goin’?) | - Beck – Colors - Camila Cabello – Havana (Live) - Ariana Grande – God Is a Woman - Post Malone – Better Now                                     | Lady Gaga (2017)        |
| 2020 26. Januar 2020  | Lizzo             | Vereinigte Staaten     | Truth Hurts                               | - Beyoncé – Spirit - Billie Eilish – Bad Guy - Ariana Grande – 7 Rings - Taylor Swift – You Need to Calm Down                                    | Lizzo (2018)            |
| 2021 14. März 2021    | Harry Styles      | Vereinigtes Königreich | Watermelon Sugar                          | - Justin Bieber – Yummy - Doja Cat – Say So - Billie Eilish – Everything I Wanted - Dua Lipa – Don’t Start Now - Taylor Swift – Cardigan         | Harry Styles (2018)     |
| 2022 3. April 2022    | Olivia Rodrigo    | Vereinigte Staaten     | Drivers License                           | - Justin Bieber – Anyone - Brandi Carlile – Right on Time - Billie Eilish – Happier Than Ever - Ariana Grande – Positions                        | Olivia Rodrigo (2021)   |
| 2023 5. Februar 2023  | Adele             | Vereinigtes Königreich | Easy on Me                                | - Bad Bunny – Moscow Mule - Doja Cat – Woman - Steve Lacy – Bad Habit - Lizzo – About Damn Time - Harry Styles – As It Was                       | Adele, 2009             |
| 2024 4. Februar 2024  | Miley Cyrus       | Vereinigte Staaten     | Flowers                                   | - Doja Cat – Paint the Town Red - Billie Eilish – What Was I Made For? - Olivia Rodrigo – Vampire - Taylor Swift – Anti-Hero                     | Miley Cyrus, 2019       |
| 2025 2. Februar 2025  | Sabrina Carpenter | Vereinigte Staaten     | Espresso                                  | - Bodyguard von Beyoncé - Apple von Charli XCX - Birds of a Feather von Billie Eilish - Good Luck, Babe! von Chappell Roan                       |                         |

## Belege
1. ↑  Awards Category Comparison Chart. (PDF; 80 kB) National Academy of Recording Arts and Sciences, S. 1, archiviert vom Original am 16. Mai 2011; abgerufen am 4. Januar 2014 (englisch).
2. ↑  NARAL Final Nomination List 57th Grammy Awards, abgerufen am 31. Dezember 2015.